# CEFCU 스타디움
CEFCU 스타디움(CEFCU Stadium)은 미국의 다목적 경기장이다. 캘리포니아주 새너제이에 있으며, 과거 MLS 새너제이 어스퀘이크스의 홈경기장으로 사용했다.
| MLS 올스타전 개최 경기장 |                          |              |
| 2000년                   | 2001년 스파르탄 스타디움 | 2002년       |
| 콜럼버스 크루 스타디움   | 2001년 스파르탄 스타디움 | RFK 스타디움 |
|                          |                          |              |
|                          |                          |              |